# Diocesi di Musti di Numidia
La diocesi di Musti di Numidia (in latino: Dioecesis Mustitana in Numidia) è una sede soppressa e sede titolare della Chiesa cattolica.

## Storia
Musti di Numidia, nell'odierna Algeria, è un'antica sede episcopale della provincia romana di Numidia.
Sono tre i vescovi documentati di questa diocesi africana. Alla conferenza di Cartagine del 411, che vide riuniti assieme i vescovi cattolici e donatisti dell'Africa romana, prese parte il cattolico Leonzio, il quale dichiarò di non avere vescovi donatisti nella sua diocesi. Tuttavia il diacono Habetdeum segnalò che da poco tempo era stato ordinato un nuovo vescovo donatista, Cresconio, anche lui presente alla conferenza, ma di cui Leonzio non sapeva nulla.
Terzo  vescovo conosciuto di Musti è Antoniano, il cui nome appare al 71º posto nella lista dei vescovi della Numidia convocati a Cartagine dal re vandalo Unerico nel 484; Antoniano, come tutti gli altri vescovi cattolici africani, fu condannato all'esilio.
Dal 1989 Musti di Numidia è annoverata tra le sedi vescovili titolari della Chiesa cattolica; dal 6 luglio 2022 il vescovo titolare è Piotr Przyborek, vescovo ausiliare di Danzica.

## Cronotassi

### Vescovi residenti
- Leonzio † (menzionato nel 411)
  - Cresconio † (menzionato nel 411) (vescovo donatista)
- Antoniano † (menzionato nel 484)

### Vescovi titolari
- Salvatore Gristina (16 luglio 1992 - 23 gennaio 1999 nominato vescovo di Acireale)
- Andrej Glavan (13 maggio 2000 - 7 aprile 2006 nominato vescovo di Novo Mesto)
- Peter Štumpf, S.D.B. (24 maggio 2006 - 28 novembre 2009 nominato vescovo di Murska Sobota)
- Paolo Martinelli, O.F.M.Cap. (24 maggio 2014 - 1º maggio 2022 nominato vicario apostolico dell'Arabia meridionale)
- Piotr Przyborek, dal 6 luglio 2022